# 北海道道266号大成黒松内停車場線
北海道道266号大成黒松内停車場線（ほっかいどうどう266ごう たいせいくろまつないていしゃじょうせん）は、北海道寿都郡黒松内町内を結ぶ一般道道（北海道道）である。

## 概要

### 路線データ
- 起点：北海道寿都郡黒松内町字東栄（国道37号交点）
- 終点：北海道寿都郡黒松内町字黒松内（JR北海道 函館本線 黒松内駅）
- 総延長：19.690 km
- 実延長：19.305 km
- 重用延長：0.385 km

## 歴史
- 1957年（昭和32年）7月25日 - 196号として路線認定[1]。
- 1994年（平成6年）10月1日 - 路線番号を266号に変更[2]。

この路線の前身は、1938年（昭和13年）9月28日に認定された準地方費道135号黒松内静狩線の一部区間である。

## 路線状況

### 重複区間
- 国道5号：黒松内町字豊幌

### 道路施設

#### 主な橋梁
- 山下橋（13 m、後志来馬川、黒松内町東栄-黒松内町大成）
- 上来馬橋（16 m、上来馬川、黒松内町大成）
- 来馬橋（50 m、朱太川、黒松内町大成）
- 幌内橋（21 m、幌内川、黒松内町豊幌）
- 貝殻橋（93 m、朱太川、黒松内町豊幌-黒松内町中里）
- 賀老橋（40 m、朱太川、黒松内町中里 - 黒松内町黒松内）
- 丸山橋（10 m、寺の沢川、黒松内町黒松内）

## 地理

### 通過する自治体
- 後志総合振興局
  - 寿都郡黒松内町

### 交差する道路
黒松内町
- 国道37号 - 東栄（起点）
- 国道5号 - 豊幌（重複）
- 北海道道9号寿都黒松内線 - 黒松内
- 北海道道523号美川黒松内線 - 黒松内

### 沿線にある施設など
黒松内町
- 北海道余市養護学校しりべし学園分校 - 黒松内564
- 黒松内町ふれあいの森情報館・マナヴェール - 黒松内380-2
- 黒松内町立黒松内小学校 - 黒松内357-1
- ようてい農協黒松内支所 - 黒松内284
- Aコープようてい黒松内店 - 黒松内284
- 黒松内町役場 - 黒松内302-1
- JR北海道 函館本線 黒松内駅 - 字黒松内